# Luc Jacquet
Luc Jacquet (ur. 5 grudnia 1967 w Bourg-en-Bresse) – francuski biolog, reżyser, scenarzysta i operator filmowy.
Nagradzany prestiżowymi nagrodami międzynarodowymi (Oscar, César, David di Donatello oraz Writers Guild of America Award) reżyser dokumentalista specjalizuje się w tworzeniu obrazów popularyzujących piękno flory i fauny. Zyskał sławę realizacją filmu dokumentalnego o pingwinach cesarskich pt. Marsz pingwinów (2005).

## Twórczość filmowa
- Des manchots et des hommes (2004, scenariusz i reżyseria)
- Marsz pingwinów (La marche de l'empereur, 2005, scenariusz i reżyseria)
- Mój przyjaciel lis (2007, scenariusz i reżyseria)